# Paul Avrich
Paul Avrich (New York, 4 augustus 1931 – aldaar, 16 februari 2006) was een Amerikaans historicus en een expert in de geschiedenis van het anarchisme in Rusland.

## Leven en werk
Avrich stamde uit een Joodse familie die in het begin van de twintigste eeuw naar de Verenigde Staten emigreerde. In 1961, ten tijde van de ‘dooi’ onder Chroesjtsjov, bezocht hij de Sovjet-Unie in het kader van een studentenuitwisseling. Dat stelde hem in staat om als eerste westerling uitgebreid onderzoek te doen naar de Kronstadtopstand in 1921. 
Avrich werd een wereldwijde autoriteit met betrekking tot de rol van het anarchisme tijdens de Russische Revolutie en de Russische Burgeroorlog (onder meer betreffende Nestor Machno). Ook schreef hij wetenschappelijk onderbouwde boeken over Nicola Sacco en Bartolomeo Vanzetti, de Haymarket Riot in 1886 en een veelgeprezen biografie over de Amerikaanse anarchistische feministe Voltairine de Cleyre. 
Avrich was hoogleraar aan het Queens College te New York en stond erom bekend zijn studenten te leren om anarchisten met sympathie te beschouwen als mensen en niet zozeer als militante revolutionairen. Kort voor zijn dood droeg hij zijn enorme collectie aan anarchistische publicaties en manuscripten over aan de Library of Congress.